# Línia 7 de Metrovalència
 La línia 7 de Metrovalència és una escissió de la  línia 5, concretament el ramal que va de Torrent Avinguda a Marítim-Serradora, passant per l'estació intermodal de Bailén. La història d'aquesta línia va començar el 22 de setembre de 2004, quan es va inaugurar el ramal que realitza una penetració en subterrani a la localitat de Torrent partint de l'estació en superfície de Torrent fins a la nova estació de Torrent Avinguda molt més cèntrica que l'anterior. Un any després, el 3 d'octubre de 2005 es va crear l'estació de Bailén al ramal que unia les línies 1 i 5 entre les de Colon i Jesús. El 2 d'abril de 2007 va entrar en servei l'estacio Marítim-Serradora, una estació intermodal dissenyada per a unir l'antiga línia 5 amb el tramvia al port.